# Hippolyte Aucouturier
Hippolyte Aucouturier (17 de octubre de 1876-22 de abril de 1944) fue un corredor profesional de bicicleta por carretera francés. Se desempeñó como profesional entre 1900 y 1908, ganó dos etapas en el primer Tour de Francia en 1903 y ganó tres etapas y terminó segundo en el Tour de Francia 1905. También ganó dos París-Roubaix, en 1903 y 1904. Su hermano mayor, Francisco era también un ciclista.
En 1904 fue descalificado del Tour de Francia ya que además de otras acciones, por el uso ilegal de coches y trenes. Sin embargo evitó la suspensión. En esa edición, antes de su descalificación, había gando cuatro etapas y conseguido la cuarta posición de la clasificación general.

## Palmarés
1903
- París-Roubaix
- Burdeos-París
- 2 etapas del Tour de Francia

1904
- París-Roubaix

1905
- Burdeos-París
- 2º del Tour de Francia, más 3 etapas

## Resultados en Grandes Vueltas
| Carrera | Carrera         | 1903 | 1904  | 1905 | 1906 | 1907 | 1908 |
| ------- | --------------- | ---- | ----- | ---- | ---- | ---- | ---- |
|         | Giro de Italia  | X    | X     | X    | X    | X    | X    |
|         | Tour de Francia | Ab.  | Desc. | 2.º  | Ab.  | —    | Ab.  |
|         | Vuelta a España | X    | X     | X    | X    | X    | X    |